# José Maria Teixeira Guimarães

José Maria Teixeira Guimarães.

José Maria Teixeira Guimarães (7 de Abril de 1845 - 4 de Dezembro de 1915), foi  ministro das Finanças de Portugal entre 19 de Abril e 14 de Maio de 1915, no governo de Pimenta de Castro. Exerceu, também, o cargo de ministro das Colónias entre 1914 e 1915.

## Biografia

### Carreira militar
Teixeira Guimarães alista-se ainda novo na marinha, onde frequenta a Escola Naval, seguindo a carreira de oficial. Atingiu o posto de Vice-Almirante em 1910.
Ao longo da sua carreira como oficial da Marinha, desempenhou diversos cargos de topo, dos quais se destacam o de Comandante da Divisão Naval do Índico e o de secretário-geral do Governo Geral da Índia, Macau e Timor Oriental, entre 1881 e 1886. No posto de Segundo-tenente, comandou a canhoneira Camões na zona de Macau.
Foi director da Escola Naval e da Cordoaria Nacional, fazendo, também, parte da Majoraria Geral da Armada, desde 1911,

### Carreira política
Entre 1910 e 1911, Teixeira de Guimarães assume a função de director-geral das Colónias, sendo nomeado ministro das Colónias entre 10 de Março de 1914 e 14 de Maio de 1915, e das Finanças entre 19 de Abril e 14 de Maio de 1915. Após o derrube do governo de Pimenta de Castro, Teixeira de Guimarães é afastado do serviço militar.